# 파블루 비타르
파블루 비따르(Pabllo Vittar, 1993년 11월 1일 ~ )는 브라질의 싱어송라이터, 드래그 퀸이다. 메이저 레이저의 "Lean On"의 포르투갈어 버전곡인 "Open Bar" 뮤직비디오가 대성공을 거두면서 이름을 알렸다. 2017년 1월 12일, 데뷔 앨범 Vai Passar Mal 을 발매했다. 2017년 6월, 루폴과 어도어 델라노를 넘어 전세계에서 인스타그램 팔로워가 가장 많은 드래그 퀸이 되었다.
2017년 7월 30일, 아니타와 함께 출연한 메이저 레이저의 "Sua Cara" 뮤직비디오가 공개되었다.

## 음반 목록

### 정규 앨범
- Vai Passar Mal (2017)
- Não Para Não (2018)
- 111 (2020)
- Batidão Tropical (2021)
- Noitada (2023)
- Batidão Tropical vol. 2 (2024)